# IOS 16

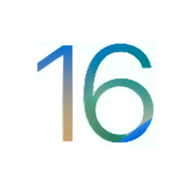
iOS 16 logo (non ufficiale)

iOS 16 (nome in codice Sydney) è la sedicesima versione del sistema operativo iOS, sviluppato da Apple. È stato annunciato alla Worldwide Developers Conference (WWDC) il 6 giugno 2022 e lo stesso giorno è stata pubblicata la prima beta per gli sviluppatori. Durante l'evento "Far Out" del 7 settembre 2022, Apple ha annunciato l'uscita per il 12 settembre successivo.

## Caratteristiche

### Interfaccia e nuove funzionalità del sistema

#### Personalizzazione della schermata di blocco
La nuova schermata di blocco è completamente personalizzabile nell'aspetto e può ospitare widget. È possibile cambiare il font e il colore del testo per la data e l'ora toccandoci sopra come se fossero dei widget. Un piccolo widget può essere aggiunto sulla prima riga accanto alla data. Altri widget possono essere aggiunti e disposti in orizzontale sulla terza riga, sotto l'ora. L'ora può essere parzialmente sovrapposta dietro ai soggetti riconosciuti nella foto impostata come sfondo, rimanendo comunque leggibile, creando un effetto di profondità. È possibilità applicare effetti di colore all'intera schermata di blocco.
È possibile creare schermate di blocco diverse, anche da mostrare secondo le impostazioni di Full immersion. La schermata di blocco ora supporta anche l'orientamento orizzontale, disponendo quindi gli elementi orizzontalmente.

#### Centro notifiche
Il Centro notifiche appare dal basso anziché dall'alto, così da facilitare l'uso del dispositivo con una sola mano ma anche per evitare di coprire i widget qualora presenti.

#### Visualizzazione diversi per le notifiche
È possibile cambiare la modalità di visualizzazione delle notifiche tramite tre diverse opzioni: conteggio, raccolta o elenco. Si possono anche raggruppare al volo le notifiche schiacciandole con due dita per ridurle a contatore.

#### Barra di stato degli iPhone con Face ID
Negli iPhone con Face ID, la percentuale di carica della batteria può essere visualizzata direttamente nell'icona della batteria nella barra di stato, in modo da non dover scorrere giù la tendina del Centro di controllo per vederla (infatti, fino a iOS 15, tale percentuale è sempre stata presente nel Centro di controllo).
Inizialmente per gli iPhone XR, 11, 12 mini e 13 mini, Apple aveva escluso la percentuale di carica nell'icona della batteria per via della risoluzione del display (XR e 11) e delle dimensioni (12 e 13 mini), ma con iOS 16.1 è ora visualizzata.

#### Centro di controllo
Il Centro di controllo ha un nuovo menù a tendina da cui possono essere visualizzate immediatamente tutte le app che hanno utilizzato la fotocamera, il microfono o la posizione.

#### Miglioramenti al Full immersion
- È possibile avere una schermata di blocco diversa in base allo stato di Full immersion attivo in un determinato momento.[7]
- Filtri di Full immersion: permettono alle app di mostrare contenuti diversi in base allo stato di Full immersion attivo in un determinato momento, ad esempio Safari può mostrare i tab aperti relativi solo al Lavoro se si è al lavoro, l'app Mail può mostrare solo i messaggi di posta che non provengono da contatti lavorativi se non si è al lavoro, ecc.[8]
- È ora possibile creare anche le liste di app e contatti da silenziare, oltre a quelle da permettere (su iOS 15 si poteva solo includere e non escludere).

#### Attività in tempo reale
Sono widget speciali presenti sulla schermata di blocco in grado di mostrare informazioni in tempo reale per consentire all'utente di seguire determinati eventi con continuità senza interferenze di altre notifiche separate. Sfruttano le nuove Notifiche in tempo reale introdotte in iOS 16.
Quando si crea un timer, compare un corrispondente widget sulla schermata di blocco che mostra il suo stato in tempo reale; è possibile anche interagire con il widget.

#### Ricerca Spotlight migliorata
Sulla Home in basso è stato riproposto il piccolo pulsante di ricerca per indicare che è possibile effettuare la ricerca Spotlight direttamente dalla Home.
La casella di immissione testo di ricerca è ancorata alla tastiera anziché essere in alto, in modo da essere più accessibile quando si usa il telefono con una sola mano.
Spotlight può trovare luoghi, persone, animali e oggetti nelle immagini presenti in Messaggi, Note e File e non solo nell'app Foto.
Spotlight supporta le Azioni rapide, ovvero funzioni che possono essere eseguite direttamente dall'interfaccia di ricerca: avvia un Timer, attiva uno stato di Full immersion, ricerca Shazam di una canzone, ecc.

#### Impostazioni in orizzontale
Le impostazioni ora supportano anche l'orientamento del telefono in orizzontale, mostrando sulla sinistra l'elenco delle impostazioni e sulla destra la pagina delle impostazioni correntemente aperta.

#### Miglioramenti al Testo attivo
- Testo attivo nei video: è possibile sfruttare la funzionalità di Testo attivo per selezionare e catturare il testo anche nei video
- Azioni rapide: sono comandi disponibili direttamente sul Testo attivo. È possibile, ad esempio, effettuare conversioni di prezzi in un'altra valuta o traduzioni al volo a partire dal testo riconosciuto.

#### Miglioramenti alla Ricerca visiva
La Ricerca visiva è ora in grado di estrarre le sagome degli oggetti riconosciuti nelle foto, così da poterle trascinare e incollare su altre app.

#### Miglioramenti alla dettatura vocale
Durante la dettatura vocale del testo la tastiera è sempre presente e permette di passare dal parlato alla digitazione manuale e viceversa senza interruzioni. È inoltre possibile inserire emoji tramite dettatura vocale. La punteggiatura automatica inserisce dei punti a fine frase in corrispondenza di una pausa della dettatura o del tono di voce.

#### Riproduttore video
Apple ha migliorato il riproduttore video, aggiungendo alcune pratiche funzioni: possibilità di regolare la velocità di riproduzione di un video, possibilità di avanzare o retrocedere di 10 secondi sfiorando il video con il dito da sinistra verso destra o viceversa.

#### Face ID
Face ID ora funziona anche quando il telefono è orientato orizzontalmente (da iPhone 13 in poi)

#### Reti Wi-Fi
È ora possibile mostrare le password precedentemente salvate nelle reti Wi-Fi note, previa autenticazione tramite Face ID o Touch ID. Oltre che visualizzarla sullo schermo, è possibile copiarla, condividerla e anche cancellarla eliminando la rete conosciuta dalla cronologia delle reti wi-fi memorizzate sul dispositivo.

#### Rete cellulare
Durante la configurazione della rete cellulare è possibile trasferire la eSIM da un altro iPhone via Bluetooth.

#### Backup
I backup su iCloud ora possono essere effettuati anche su rete dati 4G (su iOS 15 il backup su rete dati era supportato solo in 5G).

#### Tastiera
È possibile abilitare il feedback aptico per la tastiera, in modo da avvertire una piccola vibrazione del telefono durante la digitazione del testo che simula una pressione meccanica dei tasti.

#### Miglioramenti all'accessibilità
- Rilevamento porte: la funzionalità che permette ai ciechi di essere guidati dalla fotocamera durante la camminata ora è in grado di riconoscere la presenza di una porta, segnalando anche a quanti metri di distanza si trova da loro e come aprirla.
- Blocca per terminare la chiamata: è una nuova impostazione di accessibilità che permette di disabilitare o abilitare l'interruzione della chiamata premendo il tasto laterale del telefono.
- Mirroring dell'Apple Watch su iPhone: il display dell'Apple Watch viene mostrato sull'iPhone così da comandarlo dall'iPhone.

### Novità delle app

#### FaceTime
- Sottotitoli live: trascrive automaticamente ciò che viene detto durante una chiamata con FaceTime.
- Le chiamate con FaceTime diventano più flessibili, potendo passare da un dispositivo a un altro tramite Handoff.
- Sempre durante una chiamata FaceTime, è possibile usufruire dell'opzione denominata Collaborazione[13].

#### File
È ora possibile attivare le Azioni rapide nell'app File.
- Con le Azioni Rapide su un file selezionato, è possibile convertire un'immagine in altri formati JPEG, PNG, HEIF e ridimensionarla come piccola, media, grande, originale (per lasciare invariata la qualità).
- Con le Azioni Rapide si può accedere a un menù da cui scegliere tra diverse voci: Modifica, Ruota a destra, Ruota a sinistra, Crea PDF, Converti immagine e Rimuovi sfondo.
- Con le Azioni Rapide si possono ottimizzare le dimensioni di un file PDF.

#### Foto
- Possibilità di condividere le foto della libreria con cinque contatti diversi. Le foto condivise possono essere modificate o cancellate liberatamente da questi contatti.
- È presente nuovo strumento che permette di rilevare foto duplicate negli album.[15]
- Gli album Nascosti ed Eliminati di recente sono ora protetti da Face ID o Touch ID.
- È possibile copiare i filtri ed effetti da un'immagine ad altre immagini.
- È possibile ricercare le foto che contengono nell'immagine un determinato testo (su iOS 15 tale funzione era disponibile solo nella ricerca globale Spotlight).
- È possibile creare, copiare e condividere i ritagli di foto.[16]
- Nella funzione di ritaglio foto è disponibile il nuovo formato "Wallpaper" che permette di ritagliare la foto a un formato uguale a quello dello schermo del telefono.
- Rilevazione automatica di duplicati: rileva automaticamente le foto o i video duplicati raggruppandoli assieme e permette di rimuovere i duplicati mantenendo la foto con qualità maggiore e che contiene i dati rilevanti di entrambe.
- Gli screenshot possono essere eliminati automaticamente dopo averli condivisi o utilizzati in altre app[17].

#### Fotocamera
- È possibile decidere se la foto che si sta per scattare è una foto che sarà automaticamente condivisa oppure se deve rimanere personale.
- Nuova funzione traduci incorporata per tradurre testo che la fotocamera riconosce dal vivo.[18]

#### Contatti
- L'app Contatti è in grado di rilevare automaticamente la presenza di contatti duplicati; viene mostrato un avviso e permette di unirli.
- Quando si vuole condividere un contatto dalla rubrica, è possibile scegliere ogni singola informazione usando un filtro; ad esempio, selezionando soltanto il numero di telefono e non l'indirizzo email e l'indirizzo di casa.
- Elenchi: permette di raggruppare i contatti in liste separate così da organizzarli meglio; ad esempio, inviare una mail a tutti i membri di quell'elenco.
- Possibilità di esportare su file le liste dei contatti.

#### Libri
- La barra degli strumenti che contiene le impostazioni di lettura, la ricerca e i segnalibri è stata sostituita da un pannello a comparsa posto in una icona in basso, così da aumentare lo spazio disponibile per i contenuti della pagina e anche per essere più accessibile quando si usa il telefono con una mano.
- È ora possibile regolare la dimensione della spaziatura fra le linee, spaziatura fra i caratteri, spaziatura fra le parole e attivare la giustificazione automatica del testo.
- Nuova impostazione per il tema che calibra i colori della pagina automaticamente in base alla luce ambientale tramite True Tone.

#### Mail
- Possibilità di pianificare l'invio di un messaggio di posta più tardi, ad una certa data e ora[19].
- Possibilità di annullare un messaggio di posta: in basso sullo schermo comparirà la scritta "Annulla invio" che rimarrà selezionabile per dieci secondi dopo aver inviato l'e-mail[20].
- Possibilità di mettere in cima e settare un promemoria per i messaggi a cui non si è ancora risposto.
- Ricerca migliorata: eventuali errori di digitazione che si commettono durante la ricerca vengono automaticamente corretti in base al contenuto presente nelle mail così da ottenere risultati.

#### Mappe
- È ora possibile pianificare un percorso che passa fra più punti di stop intermedi.
- A navigazione già cominciata, è possibile chiedere a Siri di aggiungere un nuovo punto di stop presso cui passare.

#### Messaggi
- Possibilità di cancellare o modificare un messaggio già inviato, entro 15 minuti[21].
- Possibilità di marcare una intera discussione già letta come non letta, così da ricordarsi di rileggerla più tardi.
- Possibilità di recuperare gli ultimi messaggi cancellati da non più di 30 giorni. C'è un contatore all'indietro analogo a quello per le foto che indica quando i messaggi cancellati saranno definitivamente cancellati.
- È possibile usare la funzione di SharePlay direttamente nell’app Messaggi per guardare un film o ascoltare musica in compagnia, senza richiedere di effettuare una chiamata con FaceTime.
- Sui messaggi audio precedentemente inviati o ricevuti, è possibile scorrere con il dito sul grafico dell'onda sonora per posizionarsi nel punto esatto.
- Possibilità di visualizzare i messaggi provenienti da una delle due SIM presenti invece che tutti quanti.
- Possibilità di segnalare all'operatore telefonico gli SMS e gli MMS indesiderati.
- Collaborazione: possibilità di invitare qualcuno per lavorare su un progetto, in modo che ogni volta che si modifica un documento condiviso si ricevano aggiornamenti in un'apposita discussione nell'app Messaggi. Funziona con le app di iOS come File, Keynote, Numbers, Pages, Note, Promemoria, Safari e con le app di terze parti progettate per sfruttare la funzionalità di Collaborazione.

#### Meteo
- L'app fornisce un maggior numero di dati[22].
- Sono stati aggiunti grafici interattivi più dettagliati e di più facile comprensione che mostrano direttamente l'andamento esatto nel tempo della temperatura, vento, umidità, ecc.[23]

#### Musica
- È ora possibile migliorare in modo personalizzato l'ordine delle playlist.
- È possibile mettere un artista come "preferito".

#### Promemoria
- Possibilità di creare dei Template per riutilizzare le liste in diversi ambiti.
- Possibilità di fissare in alto le liste più utilizzate.
- Aggiunta la sezione dei Completati che mostra la cronologia dei promemoria completati.
- Notifiche per le liste condivise: si può scegliere di ricevere una notifica quando dei task vengono aggiunti o completati in una lista condivisa.

#### Calendario
- È ora possibile copiare ed incollare eventi fra i vari giorni del calendario.

#### Safari
- Gruppi di schede condivise: è possibile condividere un gruppo di schede con altri partecipanti per lavorarci assieme, vedendo anche in tempo reale quale scheda gli altri partecipanti stanno guardando in quel momento.[27]
- Pin delle schede: nella pagina delle schede aperte è possibile fissare delle schede in alto.
- Pagina di apertura per gruppo di schede: ogni gruppo di schede può avere una pagina di apertura diversa contenente i Preferiti, Visitati spesso, ecc.
- Sincronizzazione estensioni: è possibile vedere quali estensioni sono installate su altri dispositivi e decidere di installarle sul dispositivo corrente. Dopo che sono state installate vengono sincronizzate su tutti i dispositivi quindi basta abilitarle su un dispositivo che si abilitano su tutti gli altri.
- Sincronizzazione impostazioni dei siti web: le impostazioni dei siti web come lo Zoom della pagina, richiedi Sito desktop, vista Lettura, ecc. si possono sincronizzare su tutti i dispositivi, quindi basta impostarle su un dispositivo che sono automaticamente impostate su tutti gli altri.
- Aggiunto supporto al formato immagine AVIF.

#### Salute
- È possibile aggiungere e gestire i farmaci da assumere durante la giornata.
- Stadi del sonno: permette di monitorare le fasi del sonno rilevate dall'Apple Watch.
- Se non si desidera più avere sul dispositivo l'app Salute, che è tra quelle native che finora non potevano essere cancellate, ora è possibile disinstallarla come qualsiasi altra app[28].

#### Siri
- Possibilità di terminare una chiamata telefonica o di FaceTime con Ehi Siri, riattacca.
- Possibilità di conoscere le notifiche e le chiamate in arrivo con l'ausilio di Siri.[29]

#### Traduci
L'app Traduci ora permette di attivare la Fotocamera per tradurre tutto il testo che viene riconosciuto dal vivo.

#### Wallet
L'app Wallet ora può comunicare informazioni con le app di terze parti.

#### Fitness
L'app è ora utilizzabile anche se non si possiede un Apple Watch.

#### Casa
Introdotto il supporto al nuovo standard internazionale Matter per la domotica.

### Modalità di isolamento
La modalità di isolamento innalza la sicurezza al massimo livello possibile. Se attivata, limita alcune funzionalità del sistema operativo, delle app e della piattaforma web. In compenso protegge l'utente dagli attacchi informatici più rari e sofisticati. È possibile disabilitare la modalità di isolamento su specifici siti o app agendo dalle impostazioni dei siti web di Safari e dalle impostazioni di navigazione web della modalità di isolamento.

#### Passkey
È una nuova tecnologia che permette di autenticarsi nei siti e nelle app senza utilizzare le password. Apple afferma che, oltre a rendere più veloce l'accesso, sono più facili da usare e più sicure. Le passkey sono generate dal telefono e l'autorizzazione viene concessa tramite Face ID o Touch ID. Si possono visualizzare le passkey salvate su iPhone tramite Impostazioni > Password.

#### Controllo di sicurezza
È una pagina che permette di disconnettersi velocemente da persone, app e dispositivi a cui non si vuole più essere connesso.

#### Intervento di sicurezza rapido
Gli aggiornamenti importanti di sicurezza per l'iPhone possono essere distribuiti direttamente come normali aggiornamenti software, quindi sono più rapidi da attuare perché non richiedono un aggiornamento totale dell'OS.

#### Token di accesso privato
I token di accesso privato sostituiscono i CAPTCHA e aiutano a identificare le richieste http da dispositivi e persone legittimi senza compromettere la loro identità o le informazioni personali.

#### Conferma copia-incolla fra app
Su iOS 16 è possibile impedire a un'app di incollare testo o altri oggetti precedentemente copiati da un'altra app grazie a una richiesta di conferma. Nelle versioni precedenti c'era solo una notifica.

#### BIMI -Brand Indicators for Message Identification
Aiuta gli utenti a verificare che le e-mail inviate dalle aziende siano autentiche visualizzando il logo certificato della rispettiva azienda accanto all'intestazione della e-mail.

#### Aggiornamenti
| Versione | Data di rilascio  |
| -------- | ----------------- |
| 16       | 12 settembre 2022 |
| 16.0.1   | 15 settembre 2022 |
| 16.0.2   | 22 settembre 2022 |
| 16.0.3   | 10 ottobre 2022   |
| 16.1     | 24 ottobre 2022   |
| 16.1.1   | 9 novembre 2022   |
| 16.1.2   | 30 novembre 2022  |
| 16.2     | 13 dicembre 2022  |
| 16.3     | 23 gennaio 2023   |
| 16.3.1   | 13 febbraio 2023  |
| 16.4     | 27 marzo 2023     |
| 16.4.1   | 7 aprile 2023     |
| 16.5     | 18 maggio 2023    |
| 16.5.1   | 21 giugno 2023    |
| 16.6     | 24 luglio 2023    |
| 16.6.1   | 7 settembre 2023  |
| 16.7     | 21 settembre 2023 |
| 16.7.1   | 10 ottobre 2023   |
| 16.7.2   | 25 ottobre 2023   |
| 16.7.3   | 11 dicembre 2023  |
| 16.7.4   | 19 dicembre 2023  |
| 16.7.5   | 22 gennaio 2024   |
| 16.7.6   | 5 marzo 2024      |
| 16.7.7   | 21 marzo 2024     |
| 16.7.8   | 13 maggio 2024    |
| 16.7.9   | 29 luglio 2024    |
| 16.7.10  | 7 agosto 2024     |
| 16.7.11  | 31 marzo 2025     |

## Dispositivi supportati
iOS 16 è disponibile di serie nei seguenti dispositivi:
iPhone 14
- IPhone 14 / 14 Plus
- IPhone 14 Pro / 14 Pro Max

È invece possibile installare iOS 16 nei seguenti dispositivi:
iPhone 15
- IPhone 15 / 15 Plus
- iPhone 15 Pro / Pro Max

iPhone 14
- iPhone 14 / 14 Plus
- iPhone 14 Pro / Pro Max

iPhone 13
- iPhone 13 / 13 Mini
- iPhone 13 Pro / Pro Max

iPhone 12
- iPhone 12
- iPhone 12 mini
- iPhone 12 Pro
- iPhone 12 Pro Max

iPhone 11
- iPhone 11
- IPhone 11 Pro
- IPhone 11 Pro Max

iPhone XS, XR
- iPhone XR
- iPhone XS
- iPhone XS Max

iPhone X
- iPhone X

iPhone 8
- iPhone 8
- iPhone 8 Plus

iPhone SE
- iPhone SE (2ª generazione)
- iPhone SE (3ª generazione)